# Herregårde i Tønder Amt
Herregårde i Tønder Amt.
Før kommunalreformen i 1970 bestod amtet af 5 herreder:

## Tønder, Højer og Lø Herred
- Kogsbøl Ladegård
- Schackenborg Slot

## Slogs Herred
Tekst mangler, hjælp os med at skrive teksten

## Hviding Herred
Tekst mangler, hjælp os med at skrive teksten